# 桜野 (印西市)
桜野（さくらの）は、千葉県印西市の大字。郵便番号270-2314。

## 地理
北は萩埜、南は萩原に隣接している。

## 小字
小字は以下の通り。
- 内（うち）
- 堤外（ていがい）

## 歴史
江戸期は松虫新田であり、下総国印旛郡のうち。笠神埜原新田に属する。寛文年間笠神村御立野原を開発、成立した松虫村の持添新田。寛文11年国手形寺請状改綴によれば、入百姓5、すべて上野国館林領の出身（吉植家文書）。はじめ幕府領、元禄14年から佐倉藩領、享保8年から再び幕府領、天保10年から浜松藩領、弘化2年幕府領となるが同4年から再び浜松藩領。村高は「元禄郷帳」「天保郷帳」ともに見えず、「旧高旧領」16石余。江戸中・後期は笠神埜原新田10か村組の1つで、天保3年十ヶ村請免状写によれば、畑・埜地・屋敷から成る村で、年貢は永590文余を納入（吉植家文書）。明治6年千葉県に所属。神社は諏訪神社（印旛郡誌）。明治22年埜原村の大字となる。

### 年表
- 1873年（明治6年） - 千葉県に所属。
- 1889年（明治22年）4月1日 - 埜原村大字松虫新田となる。
  - 町村制施行し、下曽根新田、下井新田、松木新田、将監新田、中田切新田、長門屋新田、和泉屋新田、佐野屋新田、甚兵衛新田、中根新田、行徳新田、松虫新田、押付新田、萩原新田、安食卜杭新田の大部分、小林新田、酒直卜杭新田が合併し埜原村が発足。
- 1910年（明治43年） - 埜原村大字松虫となる[4]。
  - 松虫新田が改称し、埜原村大字松虫となる。
- 1913年（大正2年）4月1日 - 本埜村松虫となる。
  - 本郷村・埜原村が合併し、本埜村が発足。
- 2010年（平成22年）3月23日 - 印西市桜野となる[5]。
  - 印旛村・本埜村が印西市に編入。松虫が改称し、印西市桜野となる。

## 交通

### 道路
- 主要地方道
  - 千葉県道12号鎌ケ谷本埜線